# Izúcar de Matamoros
Izúcar de Matamoros (Nahuatl: Itzohcan) is een stad in de Mexicaanse deelstaat Puebla. Atlixco heeft 41.042 inwoners (2005) en is de hoofdplaats van de gemeente Izúcar de Matamoros.